# Studzionka (województwo lubuskie)
Studzionka (niem. Albrechtsbruch, w latach 40. XX wieku Studzienka) – wieś w Polsce położona w województwie lubuskim, w powiecie sulęcińskim, w gminie Krzeszyce.

## Historia

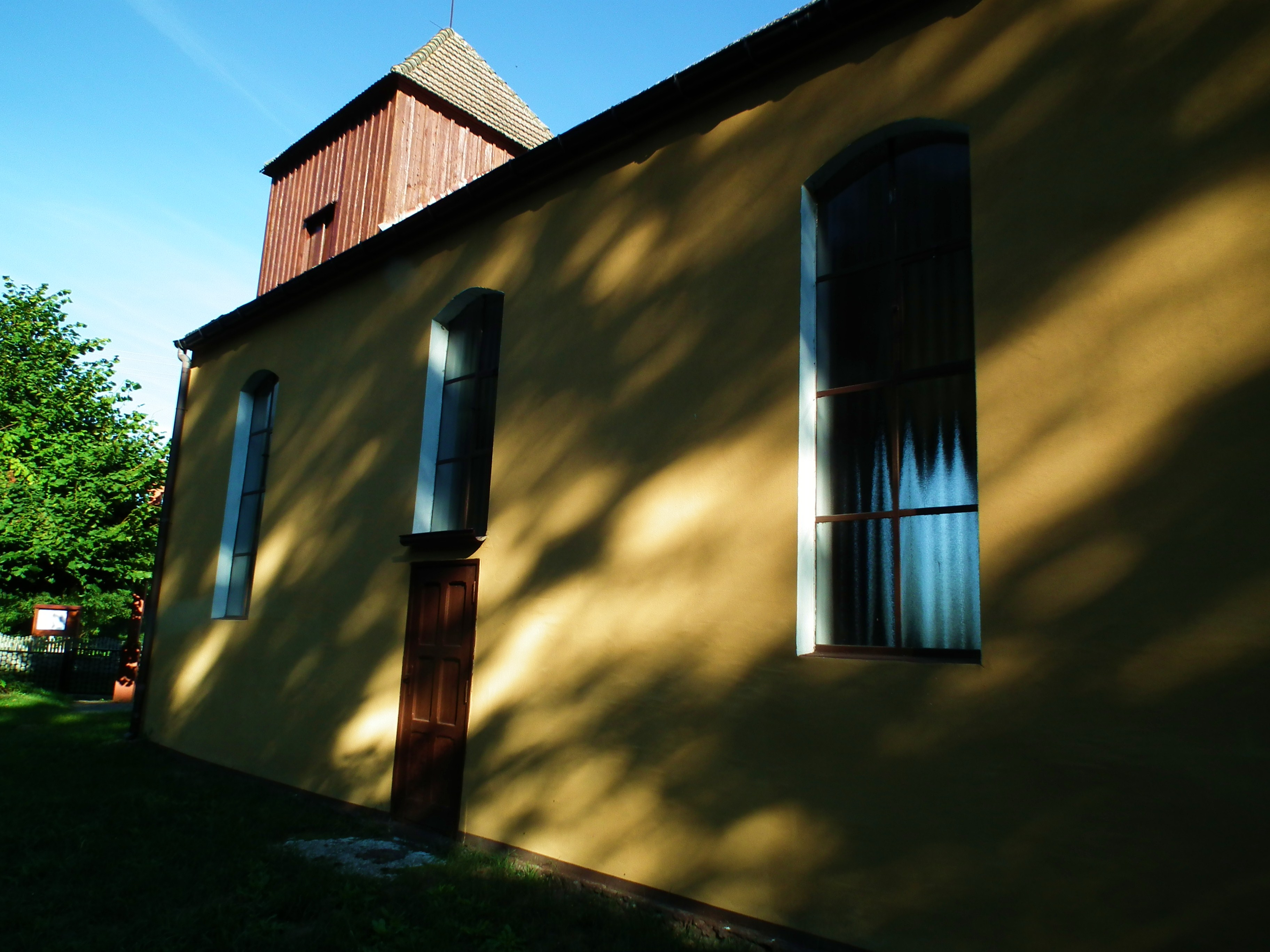
Kościół Wniebowzięcia NMP

Wieś założona w 1721 przez osadników olęderskich jako Krieschte Hollander (była jedną z dwóch wsi, oprócz Chwałowic, założonych przed fryderycjańską kolonizacją błot nadwarciańskich). Osadzono tutaj 40 kolonistów, których uposażono w 2 łany ziemi. W 1731 istniała już nazwa Albrechtsbruch upamiętniająca margrabiego Albrechta Frydyryka, który w latach 1695 - 1731 był baliwem zsekularyzowanego zakonu joannitów i założycielem wsi. W 1771 żyło we wsi 53 kolonistów, którzy posiadali od 34 do 62 mórg ziemi. Wielka powódź zimą 1779 zniszczyła wszystkie domy osady. W 1780 dokonano nowego podziału gruntów – miejscowość została na nowo założona i odbudowana. W 1792 znajdowało się tu 55 gospodarstw, a na początku XIX wieku gospodarzyło tu 54 chłopów i 18 komorników. W 1939 działało 87 indywidualnych gospodarstw domowych. W okresie międzywojennym stało jeszcze kilka XVIII-wiecznych domostw. 
W latach 1975–1998 miejscowość położona była w województwie gorzowskim.
Budynki wsi zlokalizowane są w większości wzdłuż drogi o charakterze pętli, w części równoległej do wału warciańskiego. Znajduje się przy niej kościół, cmentarz i budynek dawnej szkoły.

## Zabytki
Do wojewódzkiego rejestru zabytków wpisany jest:
- kościół ewangelicki, obecnie rzymskokatolicki filialny pod wezwaniem Wniebowzięcia Najświętszej Maryi Panny, pierwotnie szachulcowy, z XVIII/XIX wieku.